# Valea Loarei

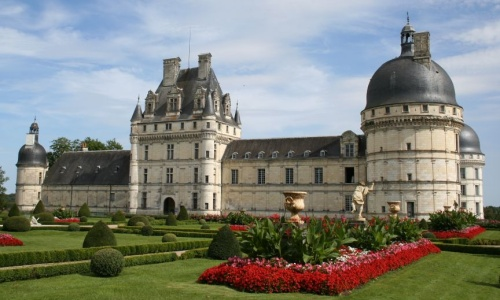
Castelul Valencay

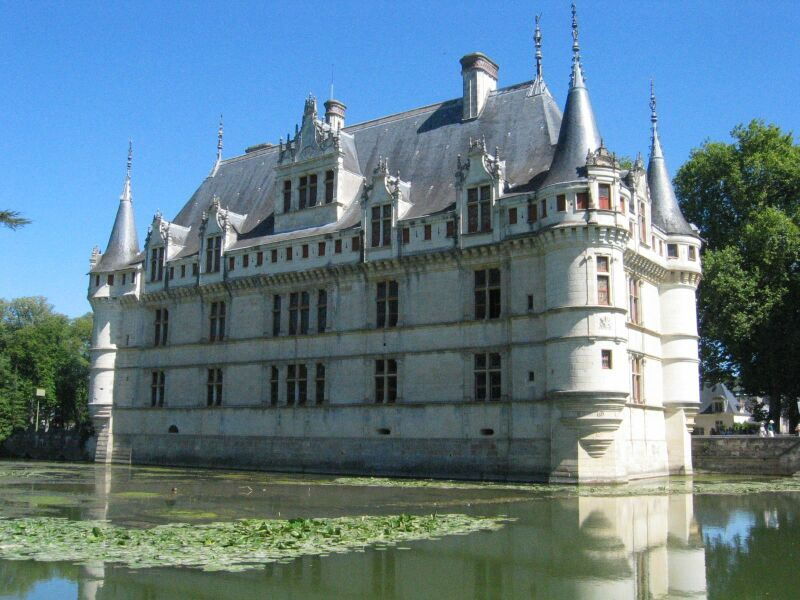
Castelul Azay-le-Rideau

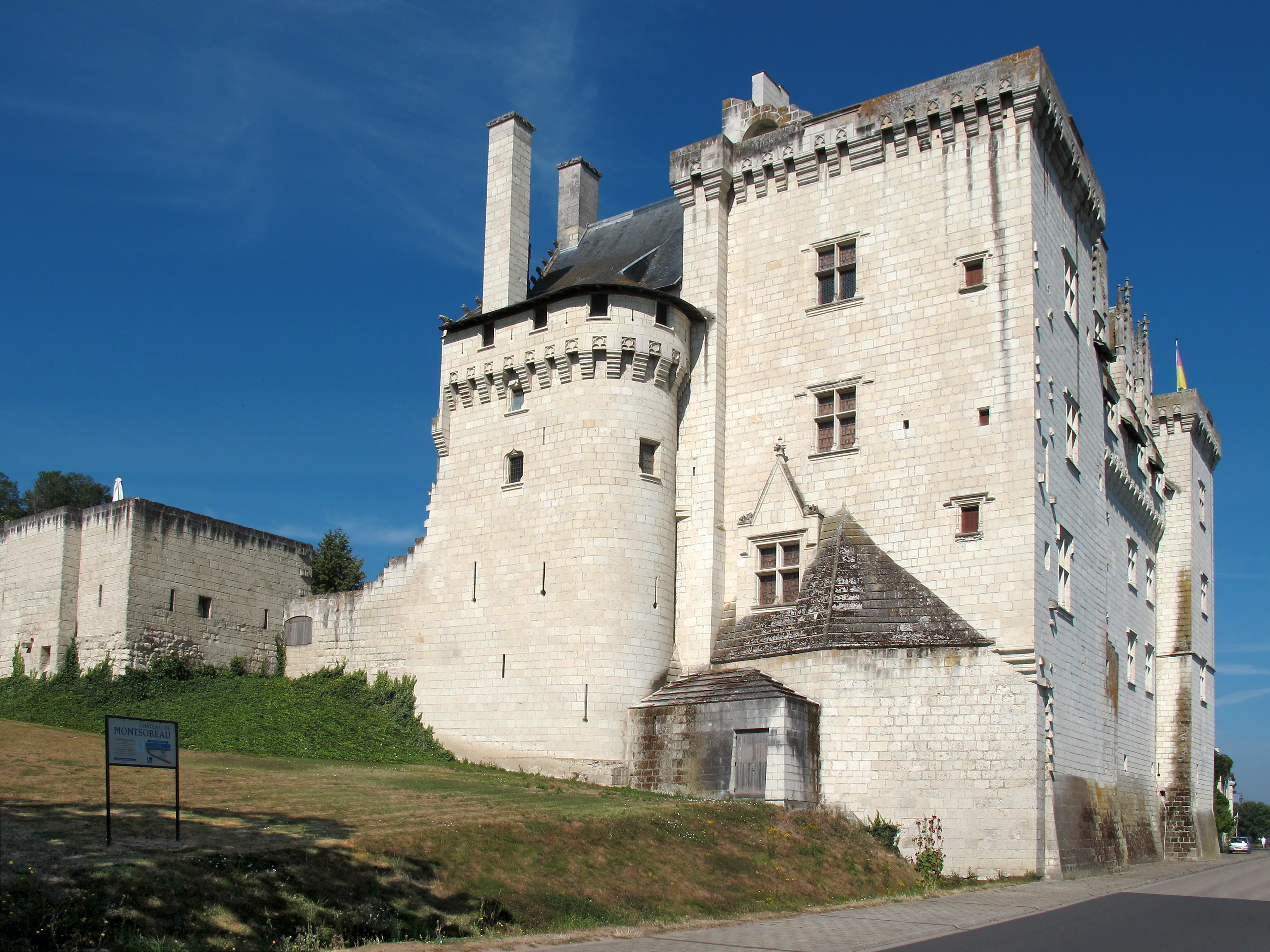
Castelul Montsoreau.

Valea Loarei, înscrisă în anul 2000 pe lista locurilor din patrimoniul mondial UNESCO, desemnează partea situată între localitățile Sully-sur-Loire și Saint-Florent-le-Vieil. Valea Loarei constituie un loc excepțional datorită diversității biologice, dar și pentru bogăția istorică și culturală (parcuri, castele și orașe).
Această parte a fluviului traversează două regiuni și patru departamente, Loiret, Loir-et-Cher, Indre-et-Loire și Maine-et-Loire. Cunoscută și sub numele de „grădina Franței” sau „tărâm de basm al castelelor” este o regiune a superlativelor, unde se concentrează cele mai multe castele, din cea mai vizitată țară din lume.Singulară ca ambianță, în Europa și chiar în lume, cu un peisaj mirific, străbătută de ape limpezi, tărâm al artei și al istoriei, presărat cu nenumărate castele și monumente, atrage ca un magnet turiștii din lumea întreagă.
Constructia castelelor a început în secolul XII, primul dintre ele fiind cel din Angers. Pentru construcția lor, de-a lungul timpului, au fost chemați cei mai mari arhitecți, între care și Leonardo da Vinci. Valea Loarei a inspirat mulți eroi medievali și a sedus inima celor mai frumoase prințese ale timpului. Aici și-au desăvârșit cavalerii stilul, eleganța și curajul, acoperindu-și numele de onoare și glorie cu sabia în mână. Tot aici s-au urzit unele dintre cele mai mârșave intrigi și trădări, care au răzbit acolo unde vitejia și-a pierdut din strălucire.
Vizitatorul nu va vedea numai somptuase palate renascentiste, ci și cetăți, turnuri medievale, conace, fortărețe, castele ca din povești, ferme fortificate, biserici și mănăstiri, catedrale și citadele.
Aflându-se în calea a numeroase bătălii, unele dintre satele din regiune au fost fortificate înca din secolul XII î.e.n. Secolul al XII-lea a văzut apărând aici primele fortificații din piatră. Odată cu trecerea anilor, castelelor construite în Evul Mediu timpuriu li s-au adăugat elemente suplimentare în funcție de evoluția tehnicilor militare: poduri mobile care le izolau în caz de pericol, turnuri înalte, crenelate, pentru veghe și pentru a adăposti arcașii.
Din secolul al XII-lea, edificiile sumbre, solide, cu rol strict defensiv, au început să fie înfrumusețate cu ferestre largi și încăperi spațioase. Sofisticarea construcțiilor a crescut apoi odată ce perfecționarea artileriei, făcând ca fortărețele de până atunci să fie ineficiente în fața turnurilor. Prin urmare, castelele s-au transformat treptat în „stațiuni” pentru elita vremii și pentru curtea regală. În aceeași perioadă le-au fost adăugate parcuri vaste și elegante, à la française. Castelele păstrează semnele trecerii timpului, supraviețuind chiar și tăvălugului Revoluției franceze în timpul căreia multe au fost jefuite, deterioarate, transformate în barăci militare, închisori sau chiar ferme.
Frumusețea deosebită a acestei regiuni i-a determinat pe regii Franței să o aleagă ca locatie pentru numeroasele castele de agrement, majoritatea construite în secolele al XV-lea și al XVI-lea. Epoca sa de aur coincide cu domnia lui Francisc I, care a angajat constructori renascentiști italieni pentru a-i amenaja domeniile, drept pentru care emblema sa, o salamandră, se regăsește în majoritatea castelelor de pe Loara.
Primii ani ai secolului XVI sunt marcați de construirea castelelor de pe Loara. Planurile acestora sunt încă impregnate de moștenirea castelelor-fortărețe. Începând însă cu 1515, sub influența de netăgăduit a lui François I, ia naștere un nou stil. Așadar, cu construcția castelelor de la Chenonceau și Bury, se definesc caracteristicile pe care le vom regăsi ulterior la tot mai multe castele: Plan simetric și fațade organizate în jurul unui ax central. Toate castelele de pe Loara au o trăsătură comună: ele sunt construite de persoane foarte îndrăgostite de arta antică. Această admirație se traduce prin terasele cu balustradă de la Saint Germain, logiile și placările cu faianță de la Neuilly-sur-Seine sau prin ferestrele frontonului de la castelul Fontainebleau.
Valea Loarei este una dintre cele mai romantice regiuni de pe glob și are arhitectura medievală cea mai interesantă. Deși castelele au devenit fastuoase palate-conac, ele și-au păstrat intact aspectul de fortificație.

## Castele de pe Valea Loarei
Este foarte greu să afli numărul exact al castelelor din Franța. În Valea Loarei, există în jur de 50, 60 de astfel de reședințe medievale, dar conceptul de “castel” este atât de interpretabil, încât numarul lor se poate dubla sau chiar tripla în funcție de criteriile aplicate în selecție. Un lucru este evident: Franța, această țară a castelelor, fie ele regale, princiare, nobiliare sau militare, are cea mai mare concentrație de astfel de clădiri din întreaga lume. Simboluri ale regalității, valori ale renascentismului, bijuterii ale artei arhitecturale sau decorative, multe dintre aceste reședințe au devenit astăzi hoteluri sau case de oaspeți.
Castelele de pe Valea Loarei sunt castele situate în regiunile Centre (Touraine, Blaisois, Orléanais, Berry) și Pays de la Loire (Anjou).Printre cele mai remarcabile și renumite sunt următoarele:
- Castelul Amboise
- Castelul Angers
- Castelul Azay-le-Rideau
- Castelul Bastie d'Urfe
- Castelul Blois
- Castelul Brissac
- Castelul Chambord
- Castelul Châteaudun
- Castelul Cheverny
- Castelul Chaumont-sur-Loire
- Castelul Chenonceau
- Castelul Chinon
- Castelul Gien
- Castelul Langeais
- Castelul Loches
- Castelul Meung-sur-Loire
- Castelul Montsoreau
- Castelul Saint-Brisson
- Castelul Saint-Maurice
- Castelul Saumur
- Castelul Serrant
- Castelul Sully-sur-Loire
- Castelul Talcy
- Castelul Ussé
- Castelul Valençay
- Castelul Villandry